# Deduplikacija
U računalstvu, deduplikacija podataka je tehnika za uklanjanje dvostrukih (višestrukih)  kopija podataka koji se ponavljaju. Uspješna implementacija ove tehnike može poboljšati iskorištenost sustava pohrane, što zauzvrat može smanjiti kapitalne izdatke smanjenjem ukupne količine medija za pohranu koji je potreban za ispunjavanje potreba za kapacitetom pohrane.
Metoda deduplikacije se može odnositi na bilo koji sustav za pohranu podataka, poput:
- RAM memorije - pogledajte Kernel Samepage Merging (KSM)[2].
- Diskovnog prostora - pogledajte Proxmox Backup Server.[3]